# Tromba de agosto
Tromba de agosto es el cuarto libro del poeta peruano Jorge Pimentel. Fue publicado en 1992 por Lluvia Editores.

## Características
Escrito a lo largo de la década de 1980, Tromba de agosto registra en sus poemas, marcados por una agresividad melancólica y sin concesiones, lo que significó esa década para la mayoría de los peruanos: violencia, miedo, carestía económica y una desesperanza que está subrayada más que en cualquier otro libro del poeta de Ave Soul. Formalmente, los poemas del libro se caracterizan por estar escritos con un ritmo violento e inigualable. Los que han alcanzado más fama son "Trombosis", "Chilla por Juan Gonzalo Rose" y "Edificio Nacional". Si no es éste el mejor libro de Pimentel, sin duda es el más significativo de toda su obra.
Tromba de agosto fue reeditado en una versión abreviada en 2006 por el Fondo Editorial de Cultura Peruana, y sus textos incluidos en incontables antologías de poesía latinoamericana.